# Srbenje
Srbênje, sŕbež ali prúritus je neprijeten občutek zlasti na koži, ki sili k praskanju in ki je lahko simptom pri mnogih kožnih  in drugih boleznih. Blag srbež povzroča le neugodje, če pa je močan, lahko bistveno poslabša kakovost življenja; močan srbež pogosto spremljata nespečnost in depresija. Doživljanje srbeža je subjektivno in ga je nemogoče izmeriti. Pogosto se srbenje močneje izrazi ponoči, ko se koža pod odejo segreje in se zmanjšajo drugi čutni dražljaji. Lajšanje oziroma zdravljenje srbeža je odvisno od vzroka. Ob morebitnem zdravljenju z zdravili se svetuje ustrezna nega. Kot simptomatsko zdravljenje se uporabljajo zlasti antihistaminiki. Praskanje se odsvetuje, ker lahko sproži nastanek sekundarnih kožnih sprememb.

## Znaki in simptomi
Pri srbenju gre za je neprijeten občutek zlasti na koži, ki sili k praskanju. Lahko ga spremljajo spremembe na koži – te so bodisi primarne (srbeče vnetne spremembe) ali sekundarne (spremembe, ki jih povzroči praskanje – v začetku le rdečina in praske, po dolgotrajnem praskanju pa se koža na prizadetem predelu zadebeli, lahko nekoliko temneje obarva in ima močneje izražene kožne brazde). S praskanjem ali drgnjenjem kože neprijeten občutek srbeža začasno zavremo.

## Mehanizem
Gre za obrambni mehanizem, katerega prvotni namen je bil odganjanje žuželk s kože. Mehanizem srbeža je zapleten in je povezan z različnimi snovmi v telesu, kot so histamin, serotonin, bradikinin, citokini in opiati, ki vzdražijo živčne končiče v vrhnjih plasteh kože, kadar gre za kožni vzrok. Impulzi se nato prenašajo po nemieliziranih živčnih vlaknih  do hrbtenjače in naprej do možganske skorje.
Za razliko od srbeža, ki ima kožni vzrok, pa tisti zaradi nevrogenih in psihogenih dejavnikov izvira iz osrednjega živčevja. Nevropatska bolečina lahko izvira iz obkrajnega ali osrednjega živčevja.
Srbež je v nekaterih vidikih podoben bolečini; pri obeh gre za neprijetno čutilno izkušnjo, vendar pa je vedenjski odziv pri obeh različen. Bolečina povzroči umaknitveni refleks, medtem ko se pri srbežu sproži refleks praskanja. Nemielizirana živčna vlakna, po katerih se prenašajo impulzi za bolečino in srbenje, oboji izvirajo v koži, vendar nato potujejo impulzi do osrednjega živčevja po dveh ločenih sistemih, ki pa oba uporabljata spinotalamično progo.

## Vzroki
Srbež lahko ima razne vzroke:
- kožno obolenje (najpogostejši vzrok je suha koža[3]),
- bolezni notranjih organov (bolezni jeter, ledvic, krvi, ščitnice, presnovna obolenja, rakave bolezni, bolezni ščitnice),
- psihogeni dejavniki (spremlja lahko tesnobna in depresivna stanja ter nekatera psihiatrična obolenja),
- motnje osrednjega ali obkrajnega živčevja.

Kadar srbeža vzročno ni možno pojasniti, govorimo o idiopatskem srbežu.

## Lajšanje in zdravljenje
Kadar srbež spremljajo kožne spremembe ali pa če srbež, ki ga sicer ne spremljajo kožne spremembe, vztraja dlje, je najbolje obiskati zdravnika. Lajšanje oziroma zdravljenje srbeža je odvisno od vzroka. Ob morebitnem zdravljenju z zdravili se svetuje ustrezna nega. Kot simptomatsko zdravljenje se uporabljajo zlasti antihistaminiki. Praskanje se odsvetuje, ker lahko sproži nastanek sekundarnih kožnih sprememb.
V nekaterih primerih, zlasti kadar je srbenje posledica ledvičnega obolenja, lahko pomaga obsevanje z ultravijoličnimi žarki.